# Mouleydier
Mouleydier település Franciaországban, Dordogne megyében. Lakosainak száma 1155 fő (2022. január 1.). Mouleydier Liorac-sur-Louyre, Saint-Agne, Cause-de-Clérans, Creysse, Saint-Capraise-de-Lalinde, Saint-Germain-et-Mons és Saint-Sauveur községekkel határos.

## Népesség
A település népességének változása:
| Lakosok száma | 989  | 966  | 1049 | 1008 | 1183 | 1150 | 1132 | 1139 | 1144 | 1155 |
|               | 1968 | 1982 | 1990 | 2006 | 2013 | 2015 | 2017 | 2019 | 2020 | 2022 |